# Mars 4
Mars 4 (tiếng Nga: Марс-4), còn được gọi là 3MS No.52S là một tàu vũ trụ của Liên Xô có ý định thám hiểm sao Hỏa. Một tàu vũ trụ 3MS được đưa ra như là một phần của chương trình sao Hỏa, nó được dự định tiến vào quỹ đạo quanh sao Hỏa vào năm 1974. Tuy nhiên, các vấn đề liên quan máy tính đã ngăn cản việc tàu vũ trụ đi vào quỹ đạo.

## Tàu vũ trụ
Tàu vũ trụ Mars 4 mang theo một loạt các công cụ để nghiên cứu sao Hỏa. Ngoài máy ảnh, nó còn được trang bị kính viễn vọng vô tuyến, thiết bị đo bức xạ hồng ngoại, nhiều quang kế, phân cực, từ kế, bẫy plasma, máy phân tích tĩnh điện, máy quang phổ tia gamma và thiết bị thăm dò vô tuyến.
Được xây dựng bởi Lavochkin, Mars 4 là tàu vũ trụ 3MS đầu tiên được phóng lên sao Hỏa vào năm 1973, tiếp theo là Mars 5. Một chiếc 3MS cũng được phóng vào cửa sổ ra mắt năm 1971 như Kosmos 419. Tuy nhiên, do thất bại khởi động, nó không thành công khởi hành quỹ đạo Trái Đất. Ngoài các quỹ đạo, hai tàu vũ trụ hạ cánh 3MP, Mars 6 và Mars 7, đã được phóng lên trong năm 1973.

## Phóng lên
Mars 4 được phóng lên bằng tên lửa đẩy mang tên Proton-K, một giai đoạn đẩy Blok D, bay từ sân bay vũ trụ Baikonur Site 81/23. Quá trình phóng lên diễn ra lúc 19:30:59 UTC ngày 21 tháng 7 năm 1973, với ba giai đoạn đầu tiên đặt tàu vũ trụ lên một quỹ đạo chờ thấp trước khi Blok D đẩy tàu vũ trụ này vào quỹ đạo nhật tâm liên kết với sao Hỏa.